# Катьо Хіротада
Принц Катьо Хіротада (яп. 華頂宮博忠王; 26 січня 1902, Токіо — 24 березня 1924, Сасебо) — 3-й голова дому Катьо-но-мія, однієї з молодших гілок Імператорського дому Японії.

## Біографія
Другий син принца Фусімі Хіроясу і Цунеко Токуґава (1882 — 1939), дев'ятої дочка Йосінобу Токуґава — останнього сьогуна з династії Токуґава. В 1904 році після відставки свого батька дворічний Хіротада став четвертим головою дому Катьо-но-мія.
Принц Хіротада навчався в елітній школі Гакусюїна. В 1918 році він закінчив 49-й клас Військової академії Імператорського флоту Японії, ставши 1-м із 176 курсантів. Принц Куні Асакіра (1901 — 1959) був одним із його однокласників. Принц Хіротада служив мічманом на крейсері «Якумо». В січні 1922 року засідав у Палаті перів Японії, у травні того ж року повернувся на службу в Імператорський флот і був призначений на лінкор «Муцу». В 1923 році вступив у військово-морську артилерійські і торпедну школу. Потім служив на крейсері «Ісузу». Під час служби на «Ісузу» принц захворів і був госпіталізований у військово-морський шпиталь в Сасебо, де й помер.
В 1924 році після смерті бездітного Хіротади дім Катьо-но-мія перервався. Однак, щоб зберегти ім'я Катьо-но-мія, третій син принца Хіроясу погодився на зниження імперського статусу і став іменуватися маркізом Катьо Хіронобу.

## Нагороди
- Орден Квітів павловнії
- Орден Заслуг Червоного Хреста
- Медаль члена Японського Червоного Хреста
- Орден хризантеми (1924)